# براكاش ميهرا
براكاش ميهرا (الهندية: मेहरा मेहरा; ولد في 13 يوليو 1939 - 17 مايو 2009) مخرج ومنتج سينمائي هندي, معروف بأفلامه الهندية الرائجة. كان أحد رواد أفلام ماسالا ، إلى جانب ناصر حسين و سليم-جافيد ومنموهان ديساي. نتج عن تعاونه مع كاتب السيناريو الثنائي سليم-جافيد والممثل أميتاب باتشان العديد من الأفلام الكلاسيكية والأفلام الكلاسيكية ، والتي كانت ميهرا تعتبرها من بين «المخرجين الذهبيين» في وقته.

## فيلموغرافيا
مخرج
- هاسينا معن جايغي (1968)
- ميلا (1971)
- سمادهي (1972)
- آن بان (1972)
- زنجير (1973)
- إيك كونواري إيك كونوارا (1973)
- هات كي صفاي (1974)
- خليفة (1976)
- هيرا فيري (1976)
- أكري داكو  (1978)
- مقدار كا سيكندر  (1978)
- جيفلوموكي (1980)
- ديش دروهي (1980)
- لاوارس "(1981)
- نامك حلال  (1982)
- شرابي  (1984)
- مقدار كا فيصل  (1987)
- محببة كه دوشمان  (1988)
- جادوغر  (1989)
- زينداجي إيك جوا  (1992)
- زاخمي "(1993)
- زولم  (1994)
- بال براهمشري  (1996)

منتج
- كون باسينا  (1977)
- دلال  (1993)

## روابط خارجية
- براكاش ميهرا على موقع IMDb (الإنجليزية)
- براكاش ميهرا على موقع ميوزك برينز (الإنجليزية)
- براكاش ميهرا على موقع أول موفي (الإنجليزية)
- براكاش ميهرا على موقع قاعدة بيانات الفيلم (الإنجليزية)
- براكاش ميهرا على موقع كينوبويسك (الروسية)
- Prakash Mehra في قاعدة بيانات الأفلام على الإنترنت